# Kétfejű csavarodósikló
A kétfejű csavarodósikló (Anilius scytale) a hüllők (Reptilia) osztályába, a  pikkelyes hüllők (Squamata) rendjébe a kígyók (Serpentes) alrendjébe és a Aniliidae családjába tartozó Anilius nem egyetlen faja.

## Előfordulása
Dél-Amerikában az Amazonas medencében honos.

## Alfajai
- Anilius scytale scytale
- Anilius phelpsorum

## Megjelenése
Testhossza 70 centiméter körüli.